# Мейсель (стамеска)
Мейсель (майсель) — это заточенный с двух сторон резец, как правило применяемый при чистовой токарной обработке древесины.

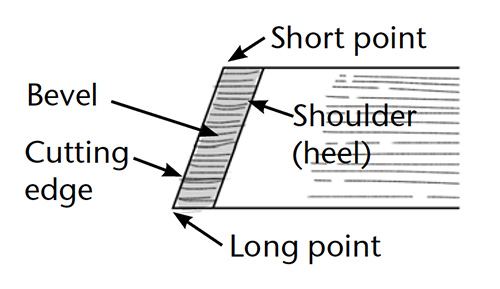
Части майселя

Существуют однако техники работы мейселем, позволяющие проводить черновую и получистовую обработку, тем самым заменяя собой рейер.
По форме полотна стамески различают мейсели трёх видов: прямой, круглый и овальный.
Материалом для изготовления мейселя как правило является быстрорежущая сталь, но так же не редки стамески из высокоуглеродистой стали.
Такие стамески затачиваются с двух сторон под одинаковым углом примерно от 20 до 35 градусов.
Размер скоса при заточке должен быть вдвое больше толщины стамески.
При работе стамеску использую как для отрезания слева направо так и справа налево.